# Paola Gonzaga

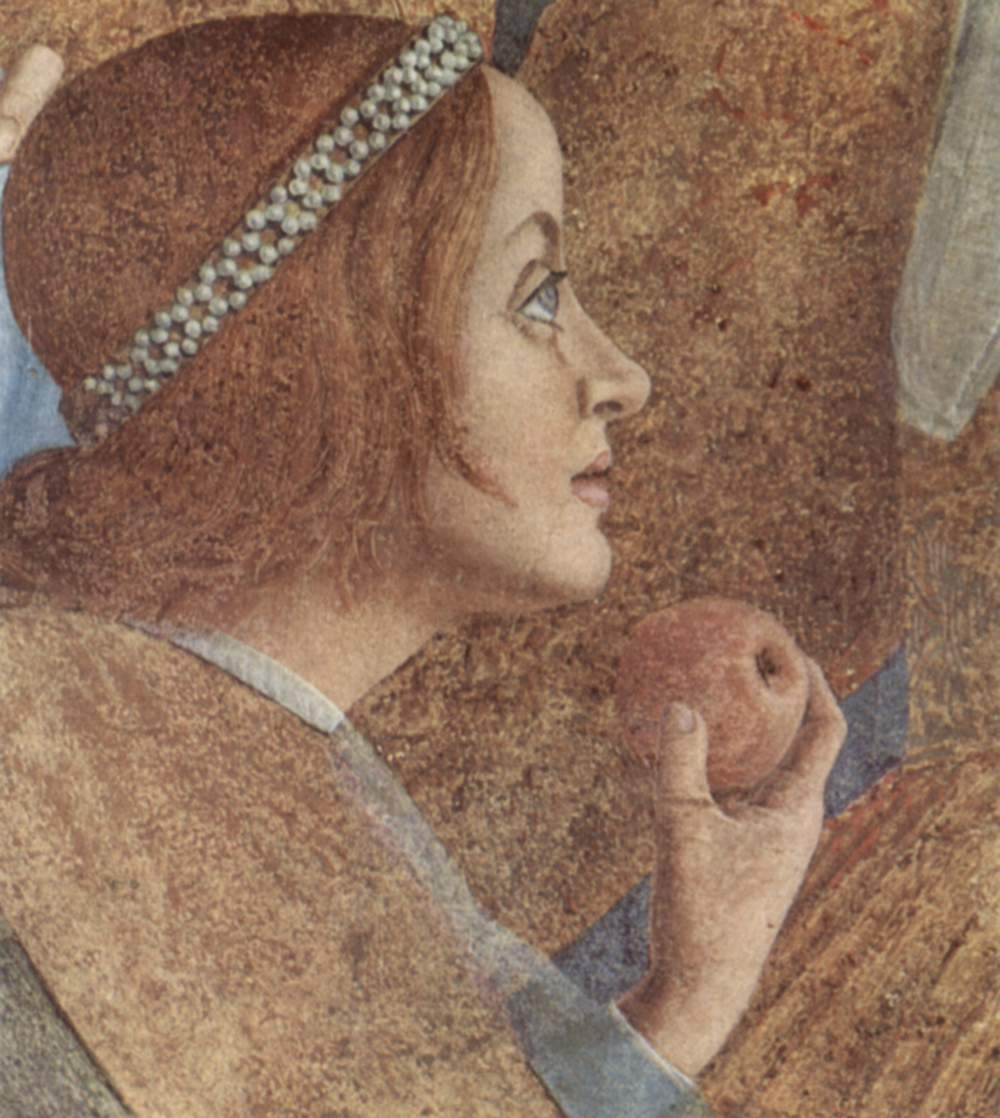
Paola Gonzaga

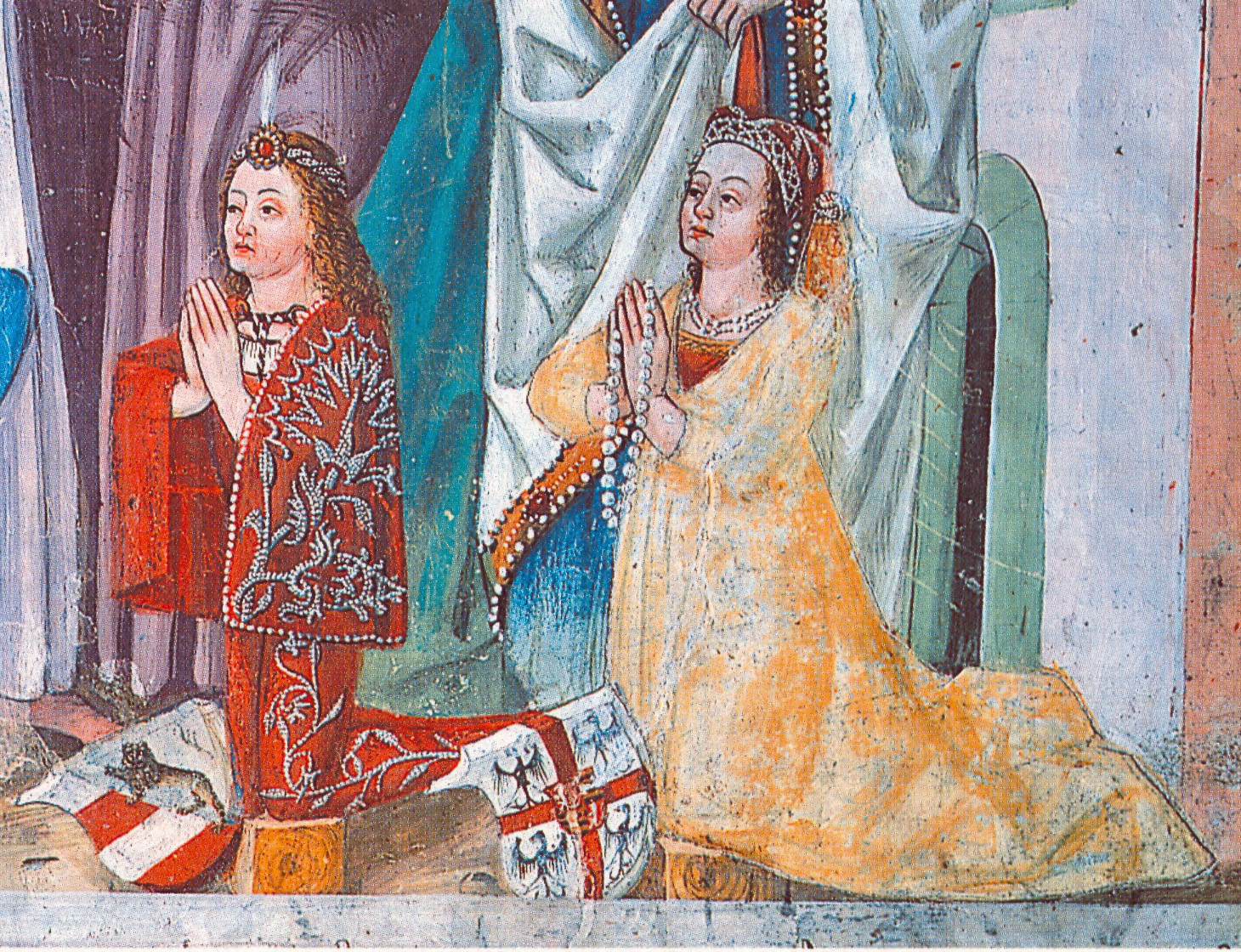
Leonhard von Görz und Paola Gonzaga

Paola Gonzaga (* vermutlich 23. September 1464 in Mantua; † November 1496) war eine Prinzessin aus dem Haus Gonzaga.

## Leben
Sie wurde als letztes der elf ehelichen Kinder des Markgrafen Ludovico III. Gonzaga und dessen Frau Barbara von Brandenburg in Mantua geboren. Sie kränkelte, hatte Untergewicht und eine angeborene Missbildung an einer Schulter, sodass sie bereits in ihrer Kindheit mehrmals in oberitalienischen Kurbädern mit Trinkkuren und Fango behandelt wurde.
Auf Grund der Vermittlung ihrer Schwägerin Margarete von Bayern und mit Billigung ihrer Mutter Barbara, die aus dem Hause Brandenburg-Hohenzollern kam, wurden im 15. Jahrhundert transalpine Eheschließungen mit fürstlichen Familien des Reiches bevorzugt. In ihrem zwölften Lebensjahr in 1476 wurde die Heirat zwischen Paola und Graf Leonhard von Görz durch die Görzer Vertreter, Staatsmann Virgil von Graben, Bischof Gerg Golser von Brixen, die Räte Balthasar von Welsberg und Phöbus von Thurn am Hof zu Mantua feierlich versprochen. Anschließend wurde der Hochzeitsvertrag von Paola und Graf Leonhard unterschrieben. Die Hochzeit fand allerdings erst zwei Jahre später, kurz nach dem Tode ihres Vaters und überstandener Krankheit, in Bozen statt und Paola wurde somit zur zweiten Ehefrau des Görzers. Ihre Mitgift wurde in Brauttruhen aufbewahrt, von denen ein Großteil noch heute erhalten ist und sich in Klagenfurt, Millstatt und Graz befinden. Dafür wird auch ihre verminderte Schönheit im Vergleich zu ihrer Schwester Barbara, genannt Barbarina Gonzaga, erwähnt. Paolo Santonino bemerkte, dass die Gräfin wegen ihrer einzigartigen Bildung geliebt und geachtet würde. Ihre Ehe blieb kinderlos, sodass das Geschlecht der Meinhardiner nach dem Tode ihres Mannes, Leonhard von Görz, ausstarb und deren Herrschaftsgebiet durch einen Erbvertrag mit Kaiser Maximilian I. von Habsburg an die Habsburger fiel.
Ihr Bruder Rodolfo Gonzaga († 1495), Herr von Castiglione und Solferino, war der Urgroßvater des Hl. Aloisius von Gonzaga.